# Arkalochori
Arkalochori (in greco Αρκαλοχώρι?) è un ex comune della Grecia nella periferia di Creta (unità periferica di Candia) con 10 897 abitanti secondo i dati del censimento 2001.
È stato soppresso a seguito della riforma amministrativa, detta Programma Callicrate, in vigore dal gennaio 2011 ed è ora compreso nel comune di Minoa Pediada.
È stato ritrovato in questa località un'ascia minoica con caratteristiche simile al disco di Festo.